# Ривера, Диего
Дие́го Мари́я де ла Консепсьо́н Хуан Непомусе́но Эстанисла́о де ла Риве́ра и Баррье́нтос Ако́ста и Родри́гес (исп. Diego María de la Concepción Juan Nepomuceno Estanislao de la Rivera y Barrientos Acosta y Rodríguez; 8 декабря 1886 — 24 ноября 1957) — мексиканский живописец, монументалист, политический деятель левых взглядов.

…Такие люди, как Ороско, Ривера, Портинари, Тамайо и Гуаясамин, подобны вершинам Анд…
— Пабло Неруда

## Биография
Диего Ривера и его брат-близнец Хосе Карлос родились 8 декабря 1886 года в городе Гуанахуато на северо-западе Мексики в зажиточной семье, его отец работал журналистом и был соредактором либеральной газеты El Demócrata. По отцовской линии он происходил из испанской знати. Семейное происхождение Диего Риверы остается неясным, поскольку в значительной степени известно только с его собственных слов. Дед по отцовской линии, дон Анастасио де Ривера, родился в семье прадеда итальянского происхождения, который некогда находился на испанской дипломатической службе в России. Позже Дон Анастасио эмигрировал в Мексику, приобрел серебряный рудник и женился на Инес Акоста. Предположительно, он боролся вместе с Бенито Хуаресом против французской интервенции. Ривера говорил, что бабушка по материнской линии, Немезида Родригес Вальпуэста, была наполовину коренной американкой. Своими неопровержимыми заявлениями Ривера способствовал формированию легенд вокруг своей персоны.
У Диего был брат-близнец, умерший в двухлетнем возрасте. Его мать была конверсо, еврейкой, чьи предки были обращены в католицизм.
С 1896 по 1902 год Ривера брал уроки рисования и живописи в Академии художеств Сан-Карлос в Мехико. Он был премирован стипендией, которая позволила ему поехать в Испанию. С 1907 по 1921 год жил в Европе. Учился в Академии художеств в Мадриде (1907), затем жил и работал в Париже (1909—1920), в Италии (1920—1921), побывал также в Бельгии, Нидерландах и Великобритании. Был близко знаком с парижской художественной элитой, в том числе с Пабло Пикассо и Альфонсо Рейесом.

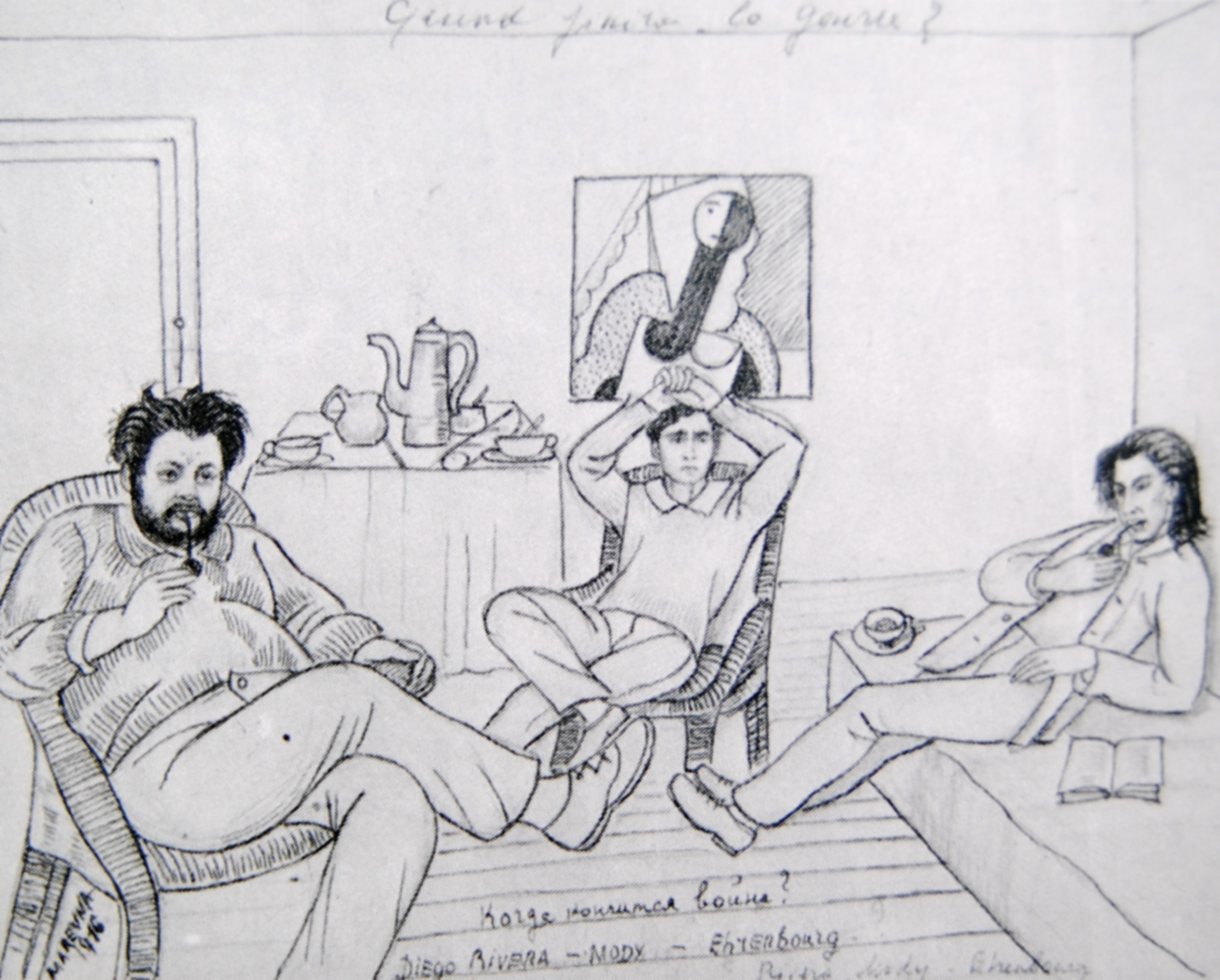
Рисунок «Когда закончится война?» Маревны, 1916, Париж. Слева направо — Ривера, Модильяни, Эренбург

В течение полугода возлюбленной Риверы была Маревна, русская художница и мемуаристка польского происхождения, которая в 1919 году родила от него дочь Марику, впоследствии ставшую актрисой.

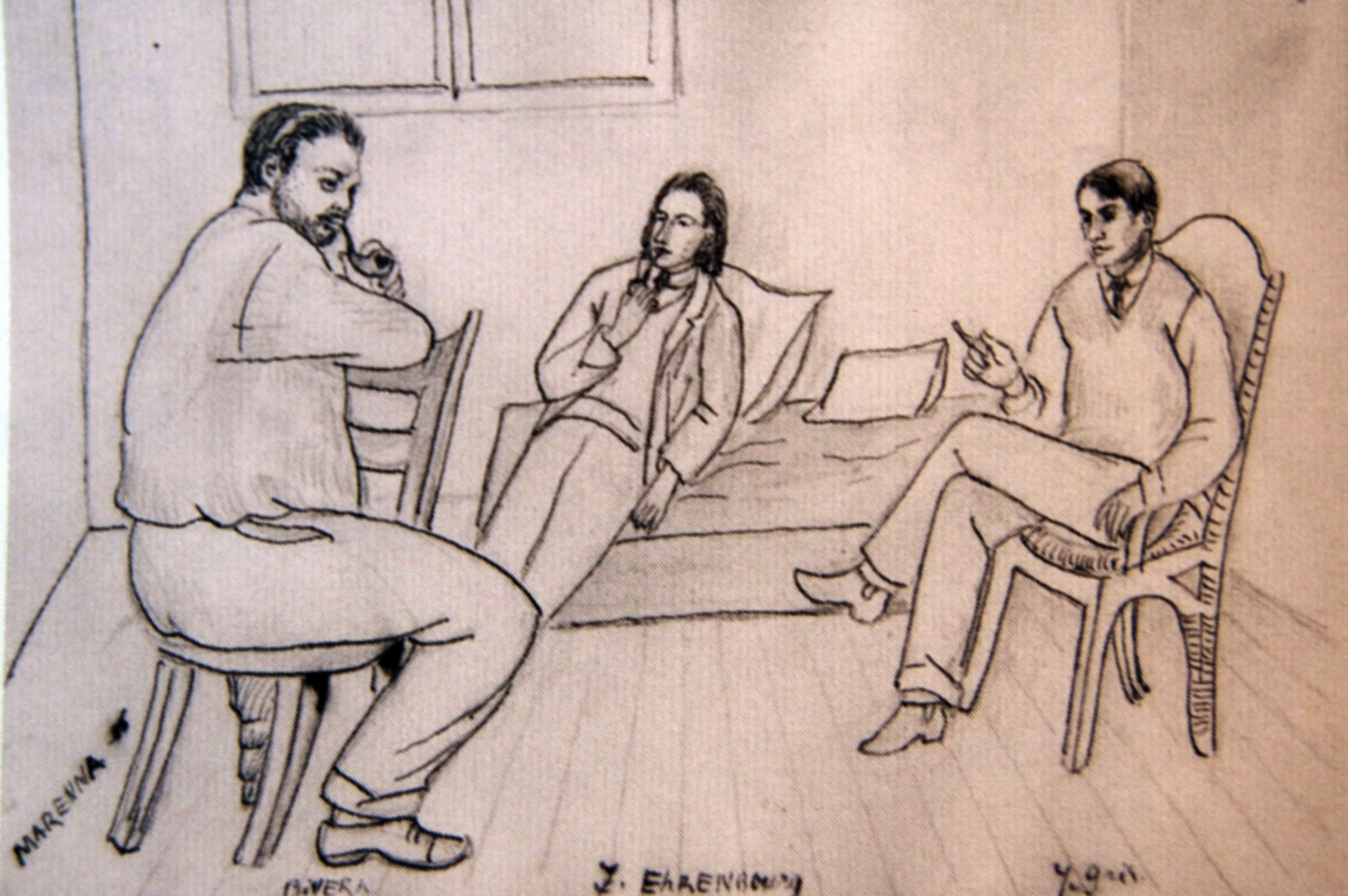
Рисунок «Ателье на Рю дю Депар» Маревны, 1916, Париж. Слева направо — Ривера, Эренбург, Грис

Ривера испытал влияние как классического европейского изобразительного искусства (изучал стенные росписи XIV—XVI веков), так и модернизма, в частности кубизма. Очень близки ему традиционные мексиканские художественные жанры и стили.
В 1922 году Ривера вступил в Мексиканскую коммунистическую партию, в этом же году он женился второй раз, на Гуадалупе Марин.
В 1927 году художник приехал в СССР, где в 1928 году стал членом-учредителем объединения «Октябрь».
Ривера участвовал в праздновании 10-й годовщины Великой Октябрьской Социалистической революции в Москве. Во время военного парада и демонстрации по этому случаю на Красной площади он находился на трибуне мавзолея В. И. Ленина. Сделал десятки зарисовок участников празднования в Москве. Эти рисунки были показаны на выставке работ Риверы в нью-йоркском Музее современного искусства. В мае 1928 года покинул СССР, получив мандат на организацию рабоче-крестьянского блока в Мексике.
В 1929 году Диего Ривера женился на Фриде Кало. Ей было 22 года, ему — 43. Сближало супругов не только искусство, но и общие политические убеждения — коммунистические. Их бурная совместная жизнь стала легендой.
Наблюдая за сталинизацией РКП(б), Ривера стал придерживаться троцкистских взглядов. В 1929 году он был исключён из Мексиканской компартии и снят с поста директора Академии художеств Сан-Карлос в Мехико. Добился от президента Ласаро Карденаса предоставления политическому изгнаннику Льву Троцкому убежища в Мексике, а после прибытия того в страну предоставил ему с супругой Натальей Седовой приют в своём доме. Однако затем между ними возник конфликт. 7 августа 1939 года Ривера был исключён из мексиканской секции троцкистского 4-го Интернационала.
С течением времени он занял позицию, соответствовавшую курсу Сталина, а в 1954 году снова вступил в Мексиканскую коммунистическую партию.
Ривера работал в США в 1930—1934 и 1940 годах. С 1922 года стал одним из основателей мексиканской школы монументальной живописи, расписав огромное число стен общественных зданий и создав в этой связи малую форму фрески.
Одна из главных тем в творчестве Риверы — фольклорные сюжеты, верования и обычаи народа Мексики, а также революционное движение в стране.
В 1932—1933 годах Ривера создал фреску «Человек на распутье» (англ.) по заказу Рокфеллеровского центра в Нью-Йорке. Наиболее значимыми в этой фреске, представляющей мир капитализма как мир эксплуатации человека человеком и мир социализма как мир победивших трудящихся, были изображения В. И. Ленина, соединяющего руки рабочих, и демонстрации на Красной площади в Москве.
Фреска была уничтожена в 1934 году по решению правления Рокфеллеровского центра (о чем было сделано официальное сообщение центра) после того, как Ривера отказался заменить изображение Ленина «изображением лица неизвестного человека», как это было написано в письме адвоката центра. При этом Нельсон Рокфеллер не выплатил художнику гонорар. Позднее художник поехал в Детройт, где хорошо заработал.
Впоследствии художник воссоздал фреску в Мехико во Дворце изящных искусств (однако на ней — в отличие от аналогичной фрески в Нью-Йорке — появилось изображение Троцкого). Фреска была названа «Человек, управляющий Вселенной» (англ.).
В 1955—1956 годах художник снова приезжал в СССР.
Диего Ривера скончался 24 ноября 1957 года в Мехико, похоронен на территории «Ротонды выдающихся деятелей».

## Личная жизнь
Его жёнами были Ангелина Белова, мексиканская писательница и модель Гуадалупе Марин, художница Фрида Кало.
У него была связь с художницей Маревной (Мария Брониславовна Воробьёва-Стебельская), но общую дочь Марику Риверу он не признавал.

## Память
В 1986 году, к столетию Диего Риверы, Мексика выпустила почтовую марку с его автопортретом  (Sc #1464), а также серию почтовых марок с его произведениями  (Sc #1451-1453), произведения Диего Риверы также изображены на многих других мексиканских марках разных лет. 30 апреля 2015 года МАС утвердил название кратера Ривера на поверхности Меркурия, получившего своё имя в честь Диего Риверы.
- Фрида (фильм) — фильм о жизни и «свободной любви» Диего Риверы и Фриды
- В 2017 году был снят телесериал «Троцкий». Роль Диего Риверы сыграл Александр Баргман.

## Произведения

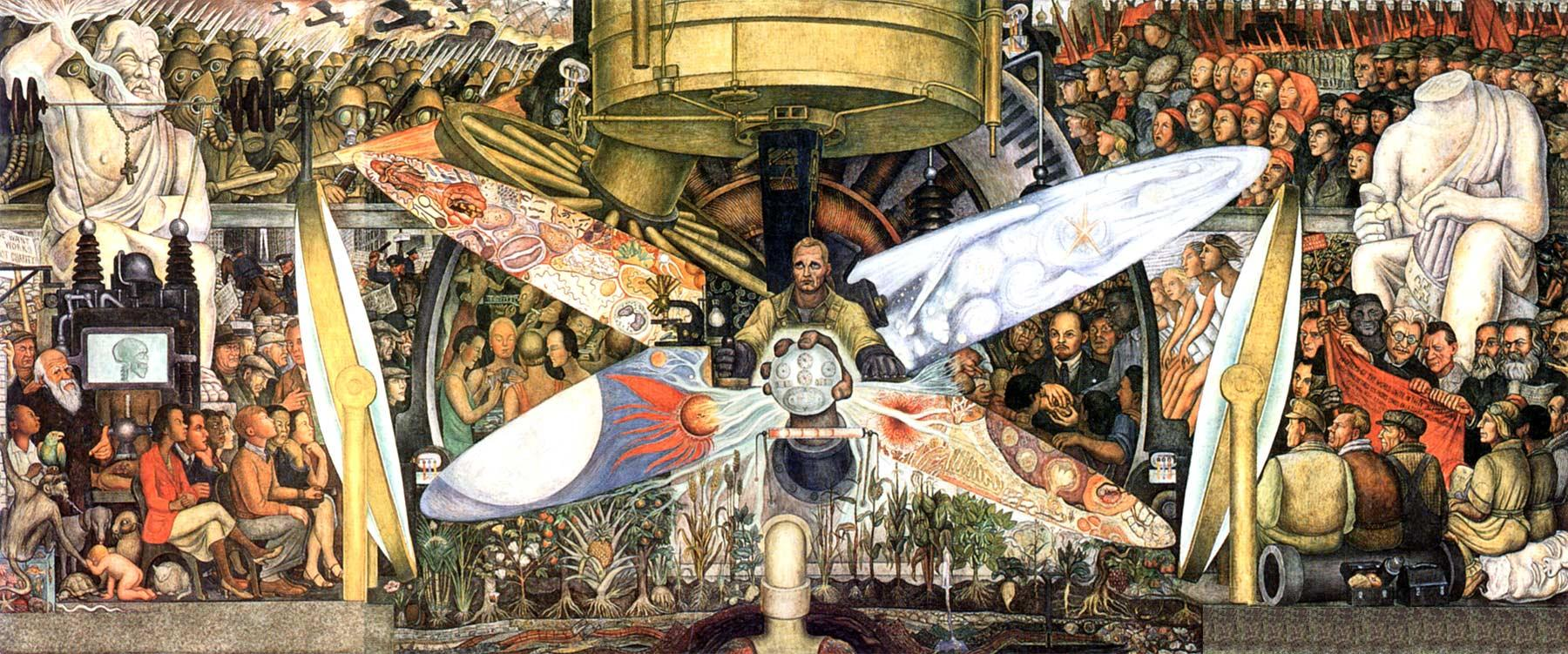
Фреска «Человек на распутье» во Дворце изящных искусств в Мехико.

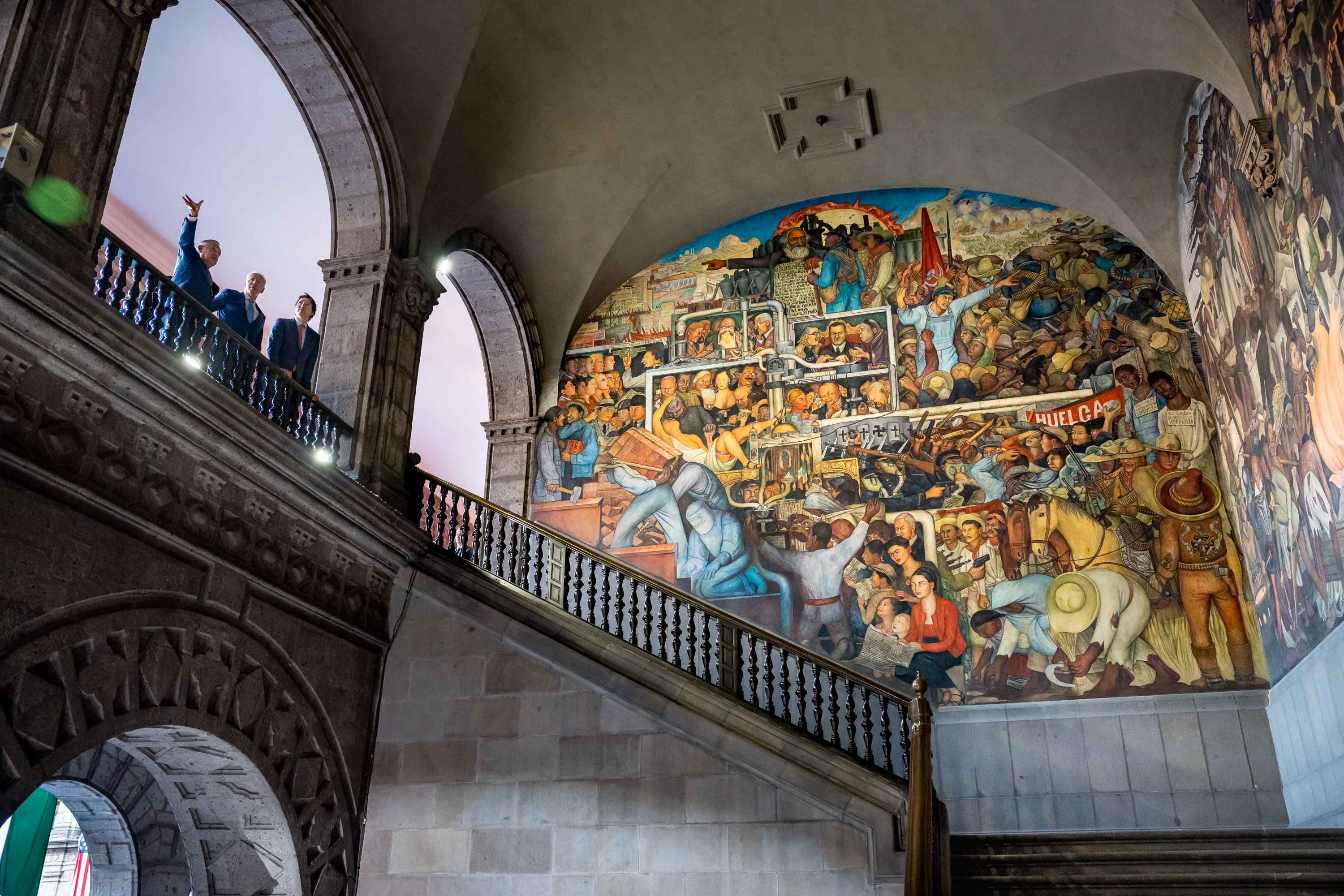
Росписи Национального дворца в Мехико

- Росписи Министерства просвещения (1923—1929).
- Росписи Министерства здравоохранения (1929—1930).
- Фреска «Человек на распутье» в Рокфеллеровском центре (Нью-Йорк, 1932), в 1934 году уничтожена. Показана в фильмах «Колыбель будет качаться» режиссёра Тима Роббинса (1999) и «Фрида» режиссёра Джули Теймор (2002). Была воссоздана с некоторыми изменениями во Дворце изящных искусств в Мехико.
- Росписи Национального дворца в Мехико (1929—1950-е).
- Росписи Отеля «Прадо» в Мехико (1947—1948).
- Росписи Национальной сельскохозяйственной школы в Чапинго (1926—1927).
- Росписи Дворца Кортеса в Куэрнаваке (1929—1930).
- Росписи Института искусств в Детройте (1932—1933).
- Росписи с элементами мозаики и рельефа Театра «Инсурхентес» (1951—1953).
- Росписи Олимпийского стадиона в Мехико (1952—1953).
- Росписи Водораспределительной камеры реки Лермы (1951—1953).

## Ривера в массовой культуре
Саша Ермоленко, главный герой кинофильма «Приморский бульвар» упоминает Риверу и Сикейроса.